# نبی‌الله باقری‌ها
نبی‌الله باقری‌ها (زاده ۲۵ خرداد ۱۳۵۸) بازیکن سابق فوتبال اهل ایران است.
وی سابقه عضویت در تیم‌های عقاب، تراکتور سازی، پرسپولیس، مس کرمان ، شهرداری تبریز، نفت آبادان، نفت گچساران و بعثت کرمانشاه را دارد.

## فصل‌های بازی
| فصل                         | باشگاه         | کشور  | بازی | گل |
| --------------------------- | -------------- | ----- | ---- | -- |
| لیگ برتر فوتبال ایران ۸۷-۸۶ | پرسپولیس تهران | ایران | ۱۵   | ۰  |
| لیگ برتر فوتبال ایران ۸۸-۸۷ | پرسپولیس تهران | ایران | ۲۵   | ۱  |
| لیگ برتر فوتبال ایران ۸۹-۸۸ | پرسپولیس تهران | ایران | ۱۵   | ۰  |

## افتخارات
- جام خلیج فارس قهرمان:۱
  - ۱۳۸۶-۸۷ با پرسپولیس
- جام حذفی فوتبال ایران قهرمان:۱
  - ۱۰-۲۰۰۹ با پرسپولیس